# World Solar Challenge 2009

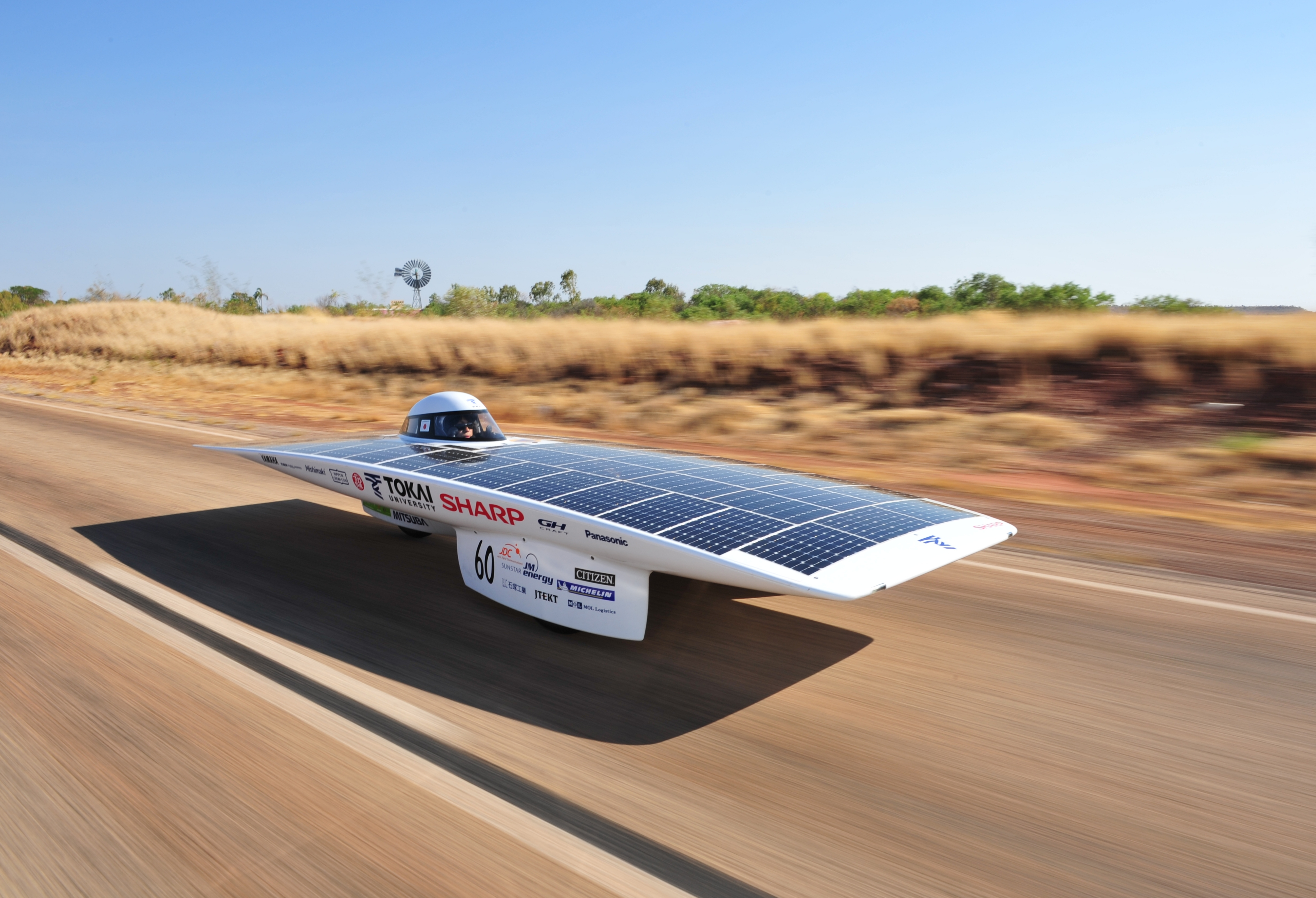
De Tokai Challenger is de winnaar van de WSC 2009

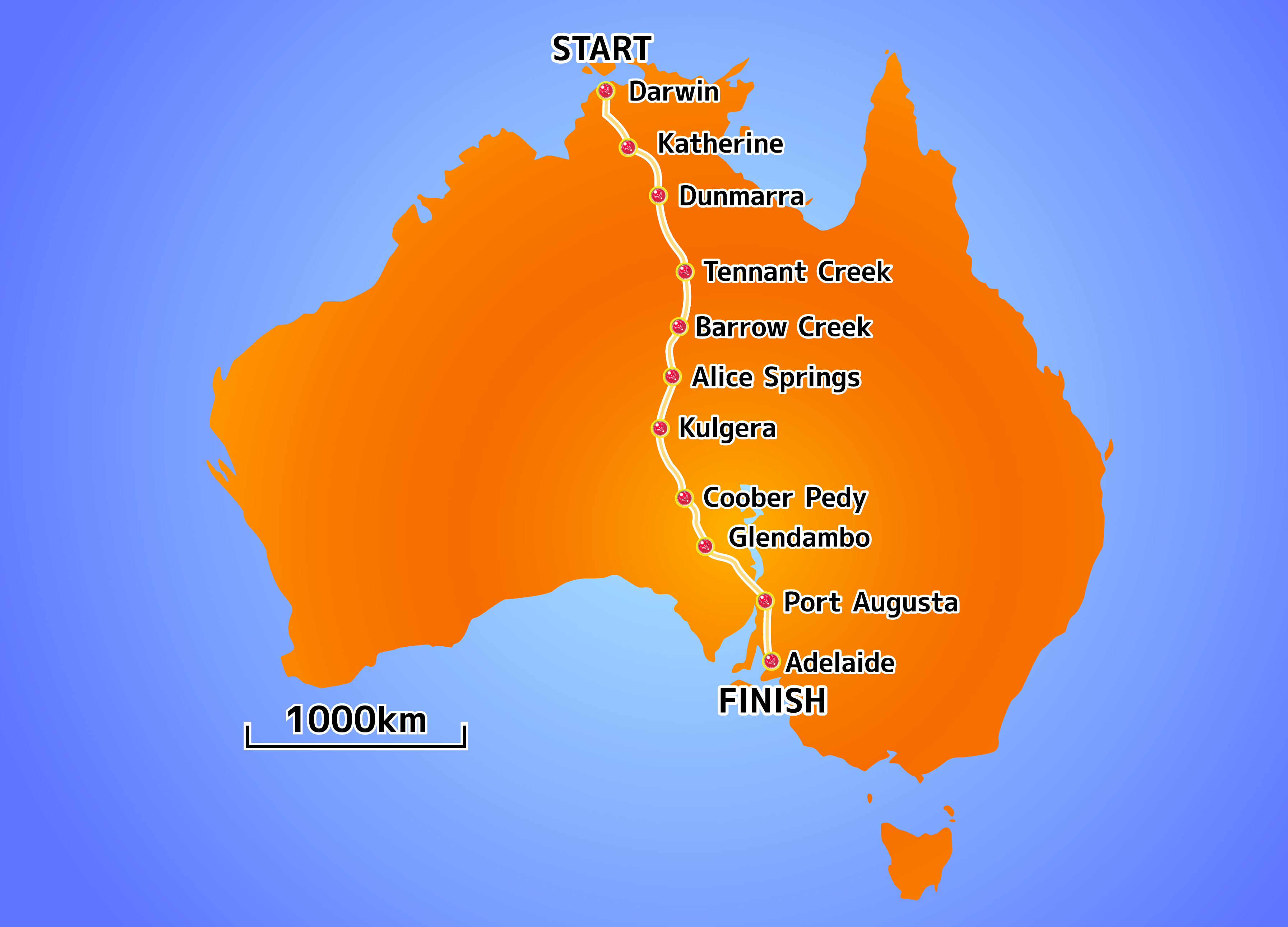
De route van de World Solar Challenge 2009

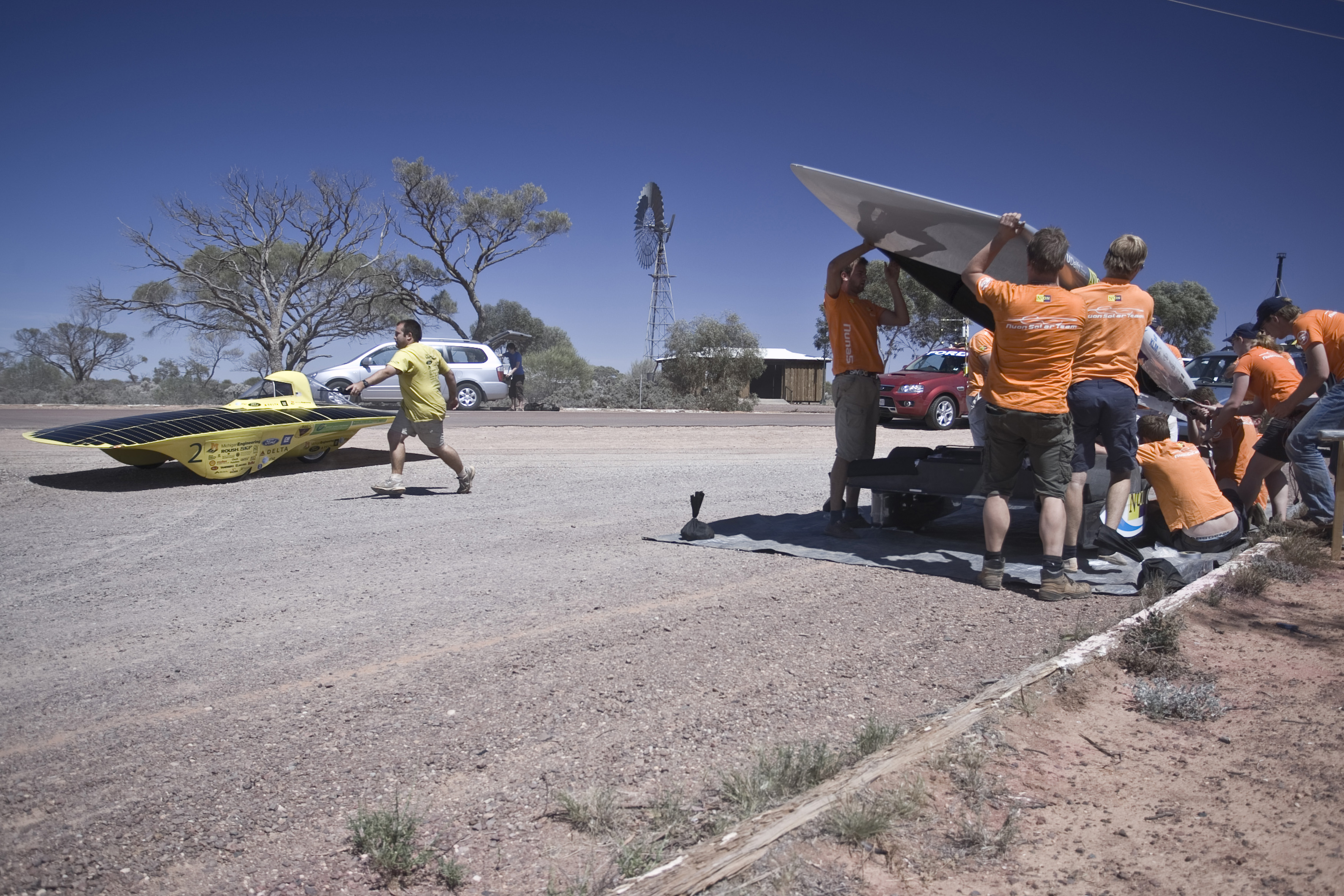
De Nuna5 en de auto van het University of Michigan Solar Car Team komen tegelijk aan op een controlepost.

De World Solar Challenge 2009 is de tiende versie van de World Solar Challenge (WSC), een race voor zonnewagens die tweejaarlijks in Australië wordt gehouden. De WSC 2009 start op 25 oktober in de noordelijke stad Darwin en zal uiterlijk op 31 oktober eindigen in het zuidelijk gelegen Adelaide. De WSC maakt vanaf 2009 deel uit van de grotere Global Green Challenge, waaraan ook hybrides en auto's op biobrandstof meedoen.
Net als in de World Solar Challenge 2007 zal ook dit jaar weer een challenger-klasse en een adventurer-klasse worden georganiseerd. De challenger-klasse is de zwaarste van de twee klassen.
Ook dit jaar zijn er ten opzichte van de vorige race enkele reglementswijzigingen doorgevoerd. Zo is het gewicht van de accu teruggebracht van 30 kg naar 25 kg, moet er gereden worden op profielbanden en ten slotte zijn er enkele kleine wijzigingen doorgevoerd.

## Deelnemers 2009
In totaal doen 31 deelnemers mee in de challenge-klasse en zeven deelnemers doen mee in de adventure-class.
Enkele van de deelnemers in de challenge-klasse zijn:
- 21Revolution van het Solar Team Twente uit Twente.
- Nuna 5 van het Nuon Solar Team uit Delft.
- Umicar Inspire van het Umicore Solar Team uit Leuven
- Infinium van het University of Michigan Solar Car Team
- Eleanor van het Massachusetts Institute of Technology
- SolarWorld No. 1, van de Hogeschool Bochum
- Swisspirit uit Biel, Zwitserland
- Aurora 101 van de Aurora Vehicle Association uit Australië
- Tokai Challenger van de Tokai Universiteit uit Japan.
- Saguar van de Sakaraya Universiteit uit Sakarya, Turkije
- Ariba IV van de Technische Universiteit Istanbul

## Tussenresultaten challenge class dag 1
| Plaats | Wagen             | Team                                  | Land      | Afgelegde afstand (km) | Vertrek controle Midden-Australische tijd |
| ------ | ----------------- | ------------------------------------- | --------- | ---------------------- | ----------------------------------------- |
| 1      | Tokai Challenger  | Tokai University                      | Japan     | 633                    | 25 okt 15:58                              |
| 2      | Infinium          | University of Michigan Solar Car Team | VS        | 633                    | 25 okt 16:15                              |
| 3      | Nuna V            | Nuon Solar Team                       | Nederland | 633                    | 25 okt 17:02                              |
| 4      | 21Revolution      | Solar Team Twente                     | Nederland | 633                    | 26 okt 8:05                               |
| 5      | Umicar Inspire    | Umicore Solar Team                    | België    | 318                    | 25 okt 12:22                              |
| 6      | Eleanor           | MIT Solar Electric Vehicle Team       | VS        | 318                    | 25 okt 13:30                              |
| 7      | Ra7               | Prinicipia Solare Car Team            | VS        | 318                    | 25 okt 14:10                              |
| 8      | Apogee            | Stanford Solar Car Project            | VS        | 318                    | 25 okt 14:29                              |
| 9      | Sunswift IV       | UNSW Solar Racing Team                | Australië | 318                    | 25 okt 14:29                              |
| 10     | Nanyang Venture 2 | Nanyang Technological University      | Singapore | 318                    | 25 okt 15:09                              |

Lokale tijd = GMT + 9½ uur. Dus Nederlands/Belgische tijd + 8½ uur.
De Belgische wagen Umicar Inspire is door zijwind bij een snelheid van 100 km/uur van de weg geraakt. De coureur bleef ongedeerd, maar het team moet de wedstrijd staken.

## Tussenresultaten challenge class dag 2
| Plaats | Wagen            | Team                                  | Land        | Afgelegde afstand (km) | Vertrek controle Midden-Australische tijd |
| ------ | ---------------- | ------------------------------------- | ----------- | ---------------------- | ----------------------------------------- |
| 1      | Tokai Challenger | Tokai University                      | Japan       | 1494                   | 26 okt 16:34                              |
| 2      | Infinium         | University of Michigan Solar Car Team | VS          | 1211                   | 26 okt 14:00                              |
| 3      | Nuna V           | Nuon Solar Team                       | Nederland   | 1211                   | 26 okt 14:17                              |
| 4      | 21Revolution     | Solar Team Twente                     | Nederland   | 988                    | 26 okt 13:35                              |
| 5      | Eleanor          | MIT Solar Electric Vehicle Team       | VS          | 988                    | 26 okt 14:28                              |
| 6      | Ra7              | Prinicipia Solare Car Team            | VS          | 988                    | 26 okt 15:25                              |
| 7      | Sunswift IV      | UNSW Solar Racing Team                | Australië   | 988                    | 26 okt 15:46                              |
| 8      | Solar Flair      | Willeton Seniot High School           | Australië   | 633                    | 26 okt 12:26                              |
| 9      | Apogee           | Stanford Solar Car Project            | VS          | 633                    | 26 okt 12:34                              |
| 10     | Heliox II        | Heliox Solar Team                     | Zwitserland | 633                    | 26 okt 12:54                              |

## Tussenresultaten challenge class dag 3
| Plaats | Wagen            | Team                                         | Land      | Afgelegde afstand (km) | Vertrek controle Midden-Australische tijd |
| ------ | ---------------- | -------------------------------------------- | --------- | ---------------------- | ----------------------------------------- |
| 1      | Tokai Challenger | Tokai University                             | Japan     | 2432                   | 28 okt 8:37                               |
| 2      | Nuna V           | Nuon Solar Team                              | Nederland | 2180                   | 27 okt 16:47                              |
| 3      | Infinium         | University of Michigan Solar Car Team        | VS        | 2180                   | 27 okt 16:51                              |
| 4      | Eleanor          | MIT Solar Electric Vehicle Team              | VS        | 1766                   | 27 okt 16:43                              |
| 5      | 21Revolution     | Solar Team Twente                            | Nederland | 1494                   | 27 okt 12:29                              |
| 6      | Sunswift IV      | UNSW Solar Racing Team                       | Australië | 1494                   | 27 okt 13:55                              |
| 7      | Ra7              | Prinicipia Solare Car Team                   | VS        | 1494                   | 27 okt 14:43                              |
| 8      | Aurora 101       | Aurora Vehicle Association                   | Australië | 1494                   | 27 okt 16:14                              |
| 9      | Hammerhead       | Leeming Senior High School Solar Car Team    | Australië | 1494                   | 28 okt 8:12                               |
| 10     | Ariba IV         | Istanbul Technical University Solar Car Team | Turkije   | 1494                   | 28 okt 8:24                               |

De 21Revolution van Solar Team Twente is om 13:40 ten gevolge van een lekke achterband van de weg geraakt en over de kop geslagen. De bestuurder bleef ongedeerd, maar de wagen liep flinke schade op. Het team tracht de wagen te repareren.

## Tussenresultaten challenge class dag 4
| Plaats | Wagen            | Team                                  | Land      | Afgelegde afstand (km) | Vertrek controle Midden-Australische tijd |
| ------ | ---------------- | ------------------------------------- | --------- | ---------------------- | ----------------------------------------- |
| 1      | Tokai Challenger | Tokai University                      | Japan     | 2998 (gefinisht)       | 28 okt 14:39                              |
| 2      | Infinium         | University of Michigan Solar Car Team | VS        | 2719                   | 28 okt 14:30                              |
| 3      | Nuna V           | Nuon Solar Team                       | Nederland | 2719                   | 28 okt 14:30                              |
| 4      | Sunswift IV      | UNSW Solar Racing Team                | Australië | 2432                   | 29 okt 8:10                               |
| 5      | Eleanor          | MIT Solar Electric Vehicle Team       | VS        | 2180                   | 28 okt 13:31                              |
| 6      | Ra7              | Prinicipia Solare Car Team            | VS        | 2180                   | 28 okt 15:44                              |
| 7      | Aurora 101       | Aurora Vehicle Association            | Australië | 2180                   | 28 okt 16:27                              |
| 8      | 21Revolution     | Solar Team Twente                     | Nederland | 1766                   | 28 okt 11:20                              |
| 9      | Solar Flair      | Willetton Senior High School          | Australië | 1766                   | 28 okt 12:26                              |
| 10     | Solar World No 1 | HS Bochum Solar Car Team              | Duitsland | 1766                   | 28 okt 12:57                              |

## Tussenresultaten challenge class dag 5
| Plaats | Wagen            | Team                                  | Land      | Afgelegde afstand (km) | Vertrek controle Midden-Australische tijd |
| ------ | ---------------- | ------------------------------------- | --------- | ---------------------- | ----------------------------------------- |
| 1      | Tokai Challenger | Tokai University                      | Japan     | 3021 (gefinisht)       | 28 okt 14:39                              |
| 2      | Nuna V           | Nuon Solar Team                       | Nederland | 3021 (gefinisht)       | 29 okt 8:28                               |
| 3      | Infinium         | University of Michigan Solar Car Team | VS        | 3021 (gefinisht)       | 29 okt 8:58                               |
| 4      | Sunswift IV      | UNSW Solar Racing Team                | Australië | 3021 (gefinisht)       | 29 okt 15:08                              |
| 5      | Eleanor          | MIT Solar Electric Vehicle Team       | VS        | 3021 (gefinisht)       | 29 okt 16:31                              |
| 6      | Aurora 101       | Aurora Vehicle Association            | Australië | 2719                   | 29 okt 14:57                              |
| 7      | Ra7              | Prinicipia Solare Car Team            | VS        | 2719                   | 29 okt 15:42                              |
| 8      | 21Revolution     | Solar Team Twente                     | Nederland | 2719                   | 30 okt 8:27                               |
| 9      | Solar World No 1 | HS Bochum Solar Car Team              | Duitsland | 2432                   | 29 okt 13:42                              |
| 10     | Saguar           | Sakaraya University Solar Car Project | Turkije   | 2432                   | 29 okt 14:09                              |

## Tussenresultaten challenge class dag 6
| Plaats | Wagen            | Team                                  | Land      | Afgelegde afstand (km) | Aankomst Victoria square lokale tijd |
| ------ | ---------------- | ------------------------------------- | --------- | ---------------------- | ------------------------------------ |
| 1      | Tokai Challenger | Tokai University                      | Japan     | 3021 (gefinisht)       | 28 okt 14:39                         |
| 2      | Nuna V           | Nuon Solar Team                       | Nederland | 3021 (gefinisht)       | 29 okt 8:28                          |
| 3      | Infinium         | University of Michigan Solar Car Team | VS        | 3021 (gefinisht)       | 29 okt 8:58                          |
| 4      | Sunswift IV      | UNSW Solar Racing Team                | Australië | 3021 (gefinisht)       | 29 okt 15:08                         |
| 5      | Eleanor          | MIT Solar Electric Vehicle Team       | VS        | 3021 (gefinisht)       | 29 okt 16:31                         |
| 6      | Aurora 101       | Aurora Vehicle Association            | Australië | 3021 (gefinisht)       | 30 okt 9:10                          |
| 7      | Ra7              | Prinicipia Solare Car Team            | VS        | 3021 (gefinisht)       | 30 okt 10:13                         |
| 8      | 21Revolution     | Solar Team Twente                     | Nederland | 3021 (gefinisht)       | 30 okt 11:43                         |
| 9      | Solar World No 1 | HS Bochum Solar Car Team              | Duitsland | 3021 (gefinisht)       | 30 okt 12:25                         |
| 10     | Bo Cruiser       | HS Bochum Solar Car Team              | Duitsland | 2998                   | 30 okt 17:00                         |

## Eindresultaat challenge class
Slechts acht teams wisten op tijd de finish in Adelaide te halen. Ze deden dat in onderstaande volgorde.
| Plaats | Wagen            | Team                                  | Land      | Zonnetijd (uren:min) | Gemiddelde snelheid (km/uur) |
| ------ | ---------------- | ------------------------------------- | --------- | -------------------- | ---------------------------- |
| 1      | Tokai Challenger | Tokai University                      | Japan     | 29:49                | 100,54                       |
| 2      | Nuna V           | Nuon Solar Team                       | Nederland | 32:38                | 91,88                        |
| 3      | Infinium         | University of Michigan Solar Car Team | VS        | 33:08                | 90,49                        |
| 4      | Sunswift IV      | UNSW Solar Racing Team                | Australië | 39:18                | 76,28                        |
| 5      | Eleanor          | MIT Solar Electric Vehicle Team       | VS        | 40:41                | 73,70                        |
| 6      | Aurora 101       | Aurora Vehicle Association            | Australië | 42:20                | 70,82                        |
| 7      | Ra7              | Prinicipia Solare Car Team            | VS        | 43:23                | 69,11                        |
| 8      | 21Revolution     | Solar Team Twente                     | Nederland | 44:53                | 66,80                        |